# ربکا زدیگ
ربکا زدیگ (زادۀ ۲۷ ژوئیهٔ ۱۹۸۲) خوانندۀ سوئدی است.

## حرفه
ربکا سابقۀ هم‌کاری با خوانندۀ ایرانی، آرش را در ترانۀ تمپتیشن (وسوسه) داشته‌است. این ترانه، نسخۀ جدیدتر ترانۀ خودش به نام وسوسه است که آرش (آن زمان به نام الکس) در آن حضور داشت. اشعار این دو ترانه به طور قابل توجهی متفاوت است. در حالی که ترانۀ ربکا به زبان انگلیسی با تک‌نوازی آرش به زبان فارسی است، نسخۀ آرش یک آهنگ فارسی با تک‌نوازی انگلیسی است.
ربکا زادیگ هم‌چنین در سال ۲۰۰۴، در ترانۀ رویاهای بمبئی با آنیلا خواند و در تک‌آهنگ آرش، "میترسم" (که "Suddenly" نیز نامیده می‌شود) - حضور داشت.
او هم‌چنین در زمینۀ طراحی مد و لباس زیر فعالیت می‌کند.